# Thun-l’Évêque
Thun-l’Évêque település Franciaországban, Nord megyében. Lakosainak száma 777 fő (2022. január 1.). Thun-l’Évêque Estrun, Bantigny, Cuvillers, Escaudœuvres, Eswars, Iwuy, Paillencourt és Thun-Saint-Martin községekkel határos.

## Népesség
A település népessége az elmúlt években az alábbi módon változott:
| Lakosok száma | 714  | 746  | 761  | 754  | 754  | 751  | 756  | 767  | 777  |
|               | 2013 | 2015 | 2016 | 2017 | 2018 | 2019 | 2020 | 2021 | 2022 |